# HMS Verity (D63)
Pour les articles homonymes, voir D63.
Le HMS Verity est un destroyer de la classe Admiralty W modifiée de la Royal Navy.

## Histoire
Commandé en janvier 1918, le destroyer fait partie du programme de guerre 1918-1919. Il est assigné à la 1re flottille de destroyers de l'Atlantic Fleet. Dans les années 1920 et 1930, il est le plus souvent en mer Méditerranée. En 1938, le navire est assigné à la flottille locale basée à Portsmouth.
Au début de la Seconde Guerre mondiale en septembre 1939, il est déployé pour la défense des convois en mer Celtique comme le convoi GC1 à partir de Milford Haven en compagnie des HMS Witherington, HMS Wolverine et HMS Volunteer. En octobre, il est transféré à la 19e flottille à Harwich pour protéger les convois jusqu'en décembre.
Le HMS Verity est assigné à l'évacuation de Dunkerque ; il vient sous le feu des batteries côtières près de Calais et subit des pertes. Il reste dans la zone après l'évacuation et est attaqué le 14 août 1940 par six chalutiers armés de la Kriegsmarine et trois Schnellboots. Deux navires allemands sont coulés.
L'Opération Torch, le débarquement des Alliés en Afrique française du Nord, commence le 8 novembre 1942. Le HMS Verity doit escorter les convois militaires à la préparation de cette attaque. Il soutient les débarquements à Oran et aide les victimes du SS Strathallan, un navire de transport de troupes, atteint par l'U 562. Seuls onze hommes meurent lors de l'attaque du navire qui en transportait 5 000. Il coule 22 heures après avoir été frappé.
Assigné en février 1943 pour protéger des convois sur une longue distance, le HMS Verity est reconstruit de mai à septembre. Il protège les convois transatlantiques pendant le reste de la guerre.